# Amid
Amid fou un títol d'uns funcionaris samànides i gaznèvides que fou assumit pels seljúcides.
Més que un funcionari individual era una categoria de funcionaris (umada), entre els que s'elegien els governadors civils (amil, diferents dels governadors militars anomenats sallar o shihna). El títol desaparegué amb els mongols.